# Boninthemis insularis
Boninthemis insularis là một loài chuồn chuồn ngô thuộc họ Libellulidae. Nó là loài đặc hữu của Nhật Bản.